# Station Wierzchucin Stary
Station Wierzchucin Stary is een spoorwegstation in de Poolse plaats Wierzchucin.